# Partito Politico Futurista
Il Partito Politico Futurista fu un partito politico fondato da Filippo Tommaso Marinetti nel 1918, al fine di estendere e tradurre nella lotta politica gli ideali del movimento futurista. Nel 1919 si associò ai Fasci italiani di combattimento, per poi discostarsene nel 1920.

## Storia

### Nascita
Già prima della grande guerra i futuristi erano intervenuti nel dibattito del tempo con tre manifesti politici: il primo in occasione delle elezioni del 1909, il secondo nel 1911 in favore della guerra di Libia e il terzo nel 1917. Solo nel primo dopoguerra è però possibile parlare di un vero e proprio partito organizzato, con un capo politico (lo stesso Marinetti) e soprattutto un organo di stampa, il giornale Roma futurista co-diretto da Marinetti, Emilio Settimelli e Mario Carli. Quest'ultimo è il tramite tra i futuristi e gli Arditi, che stanno a loro volta organizzandosi in una formazione politica e paramilitare.

### Nei Fasci
Molti futuristi parteciparono nel dicembre 1914 alla fondazione del Fascio d'azione rivoluzionaria di ispirazione interventista e sindacalista-rivoluzionaria. Dopo l'entrata in guerra dell'Italia si sciolse di fatto e molti esponenti poi aderirono al Partito Futurista. Il 23 marzo 1919 i rappresentanti dei Fasci politici futuristi e dell'Associazione degli Arditi partecipano su invito di Benito Mussolini all'adunata di Piazza San Sepolcro a Milano associandosi ai Fasci italiani di combattimento. Dopo la sconfitta dei Fasci nelle elezioni del novembre 1919 Marinetti perde gusto alla politica e si adopera per trasformare Roma futurista in un giornale culturale, chiudendo «il monotono e abbruttente rubinetto di articoli politici». In realtà i futuristi non si sentono più a loro agio in un movimento fascista che sta diventando l'interprete dei possidenti agrari, riposizionandosi all'estrema destra. Il 28 maggio 1920 al secondo congresso dei Fasci Marinetti polemizza vivamente con questa evoluzione («Noi veniamo verso il Carso. Ma non andremo verso la Reazione!»), portando dalla sua parte a suo dire un terzo dell'assemblea. Il giorno dopo Marinetti e altri rappresentanti futuristi si dimettono dai Fasci. Tre le motivazioni, ovvero che i Fasci hanno rinunciato alla pregiudiziale antimonarchica, all'anticlericalismo e non hanno mostrato solidarietà per «gli scioperi giusti». Tuttavia Marinetti si riaccosta al fascismo qualche anno più tardi in seguito alla marcia su Roma.

## Ideologia
Oggi gli storici hanno rivalutato l'importanza dell'attività politica dei futuristi, che pur essendo una piccola élite ebbero un'importanza notevole nella primissima fase del movimento fascista. È significativo che i futuristi fossero tra gli organizzatori e animatori di uno dei primi episodi di squadrismo fascista in senso lato (l'incendio della redazione milanese dell'Avanti! il 15 aprile 1919). Il futurismo in Italia era nato come reazione al culto per l'antichità e la tradizione. Anche in politica l'obiettivo critico dei futuristi era rappresentato dalle istituzioni più tradizionali, ovvero la monarchia e la chiesa. Tuttavia i futuristi si opponevano con uguale forza anche ai rivoluzionari socialisti o anarchici, rei di non aver voluto la guerra, «sola igiene del mondo». A questo punto l'alleanza con le organizzazioni di reduci (come gli Arditi) e con gli ex esponenti del «socialismo interventista» come Mussolini era quasi obbligata. Se in seguito l'alleanza si ruppe, fu soprattutto per il trasformismo di quest'ultimo.

### Democrazia futurista
Le idee e le proposte politiche dei futuristi, espresse dalle pagine di Roma futurista, sono raccolte da Marinetti nel volume Democrazia futurista (1919), tra cui:
- «Abolizione del matrimonio»[1] e della famiglia tradizionale. I figli dovrebbero poter essere allevati dallo Stato coi fondi ottenuti da una «tassa di filiatico», un'imposta sul libero amore. "Abolizione dell'autorizzazione maritale. Divorzio facile. Svalutazione graduale del matrimonio per l'avvento graduale del libero amore e del figlio di Stato."[2]
- Decentramento burocratico e abolizione dell'anzianità nelle carriere statali.
- Abolizione del diritto di successione.
- «Governo tecnico senza senato e con un Eccitatorio», ossia un consiglio dei giovani formato da venti cittadini sotto i 30 anni eletti con suffragio universale diretto. "Trasformazione del Parlamento mediante un'equa partecipazione di industriali, di agricoltori, di ingegneri e di commercianti al Governo del Paese. Il limite minimo di età per la deputazione sarà ridotto a 22 anni. Un minimo di deputati avvocati (sempre opportunisti) e un minimo di deputati professori (sempre retrogradi). Un Parlamento sgombro di rammolliti e di canaglie. Abolizione del Senato. Se questo Parlamento razionale e pratico non dà buoni risultati, lo aboliremo per giungere ad un Governo tecnico senza Parlamento, un Governo composto di 20 tecnici eletti mediante suffragio universale. Rimpiazzeremo il Senato con una Assemblea di controllo composta di 20 giovani non ancora trentenni eletti mediante suffragio universale."[3]
- Azionariato sociale.
- Riforma fondiaria che si rifà alle idee di Henry George.
- Denaro ai combattenti.
- Parità dei sessi nel lavoro e nella partecipazione alla vita politica del paese. "Partecipazione eguale di tutti i cittadini italiani al Governo. Suffragio universale uguale e diretto a tutti i cittadini uomini e donne."[2]
- Rappresentanza proporzionale
- Anticlericalismo "d'azione, violento e preciso"[2]
- Abolizione della leva militare e istituzione di un esercito leggero di volontari.
- Istituzione di «scuole di coraggio e patriottismo», un'anticipazione dell'Opera nazionale Balilla.
- Riforma delle carceri e abolizione della polizia politica.

## Esponenti
- Massimo Bontempelli
- Giuseppe Bottai
- Mario Carli
- Filippo Tommaso Marinetti
- Emilio Settimelli

## Risultati elettorali
| Elezione | Elezione | Voti | %    | Seggi   | Posizione   |
| --- | -------- | ---- | ---- | ------- | ----------- |
| Politiche 1919 | Camera a | 4657 | 0,08 | 0 / 508 | Opposizione |
| a) Presente solo nella circoscrizione di Milano (4657 voti; 1,47%) in coalizione con i Fasci italiani di combattimento nel Blocco democratico |          |      |      |         |             |